# Alaksiejeuka (rejon homelski)
Alaksiejeuka (biał. Аляксееўка; ros. Алексеевка, Aleksiejewka) – osiedle na Białorusi, w obwodzie homelskim, w rejonie homelskim, w sielsowiecie Uryckaje.